# Brockworth
Brockworth è un villaggio che fa parte del borough di Tewkesbury, nella contea dello Gloucestershire, nel sud-ovest dell'Inghilterra.

## Ubicazione
È situato sulla vecchia strada romana che congiunge la città di Gloucester con Barnwood, Hucclecote e Cirencester.

## Tradizioni e folclore
Dal XIX secolo è conosciuto per l'evento annuale di cheeserolling, durante il quale i concorrenti corrono giù lungo una ripida collina inseguendo una forma di formaggio locale double Gloucester (o una sua replica).

## La GAC
Durante la seconda guerra mondiale la Gloster Aircraft Company (GAC) produsse lo Hawker Hurricane e il primo aereo a reazione britannico: il Gloster Meteor, a conflitto terminato, incrementò il suo prestigio con la produzione di ulteriori e noti aeroplani, fra cui i nuovi modelli del Meteor, frutto di numerosi test che qui furono eseguiti.